# ۳۶۰ (پیش از میلاد)
۳۶۰ (پیش از میلاد) ۳۶۰مین سال قبل از تقویم میلادی است.